# Blagoevgrad (provins)
Blagoevgrad er en af de 28 provinser i Bulgarien, beliggende i landets sydvestligste hjørne, på grænsen til Bulgariens nabolande Grækenland og Nordmakedonien. Provinsen har et areal på 6.449,5 kvadratkilometer, hvilket gør den til den arealmæssigt tredjestørste i landet, og et indbyggertal (pr. 2009) på 368.840.Folketællingen 7. september 2021 viste 292.227 indbyggere i provinsen. Klik på referencen under indledningen i artiklen om Bulgarien for resultat af folketælling.
Blagoevgrads hovedstad er byen Blagoevgrad, der også er provinsens største by. Af andre store byer kan nævnes Petritj, Sandanski og Gotse Deltjev. I provinsen ligger desuden en række af Bulgariens højeste bjerge, idet Rila-bjergkæden skærer sig igennem provinsen.